# Шварц, Александр Николаевич
Алекса́ндр Никола́евич Шварц (1848—1915) — российский филолог-классик, заслуженный профессор Московского университета, министр народного просвещения (1908—1910), действительный тайный советник (25.09.1910).

## Семья
Происходил из дворянского рода — правнук профессора Московского университета и известного деятеля масонства Ивана Григорьевича Шварца; дед, Павел Иванович Шварц был известен своими трудами по садоводству.
- Отец — Николай Павлович Шварц (1816—1848) — дворянин Тульской губернии, майор Корпуса инженеров путей сообщения.
- Мать — урождённая Красовская.
- Жена — Мария Дмитриевна, урождённая Корсакова.
- Дочери — Анастасия, Ольга, Наталия, Нина.

## Образование
Учился в пансионе англичанина Мэтчина в Санкт-Петербурге. В 1862 году был перевезён в дом деда в Москве и учился в 1-й московской гимназии, которую окончил в 1864 году с серебряной медалью. В 1868 году окончил вторым кандидатом историко-филологический факультет Московского университета (представив работу «О синтаксическом употреблении родительного падежа в древних языках»). Магистр греческой словесности (1875; тема диссертации: «Речь Гиперида за Евксениппа»). Доктор греческой словесности (1891; тема диссертации: «О государстве Афинском. Сочинение неизвестного автора V в. до Р. Х. Критическое исследование»).

## Педагогическая деятельность
- в 1868—1869 — учитель французского и немецкого языков в Александровском военном училище.
- в 1869—1874 — учитель латинского языка в Лазаревском институте восточных языков.
- с 1875 — доцент Московского университета по кафедре греческой словесности.
- с 1884 — экстраординарный профессор Московского университета по кафедре теории и истории искусств (с апреля 1885 года — секретарь совета историко-филологического факультета).
- с декабря 1887 — экстраординарный профессор Московского университета по кафедре классической филологии.
- в 1892—1900 — ординарный профессор по этой же кафедре.
- в 1900 — заслуженный профессор Московского университета[2].

Читал лекции по истории греческой литературы (впоследствии вышедшие отдельной книгой в литографированном виде), лекции о Демосфене, Еврипиде и Лисии, комментировал их труды. Автор комментированного издания «Олинфийских речей» Демосфена (М., 1873), а также ряда статей, в основном посвящённых интерпретации Гиперида, Демосфена, Лисия, «Политики» Аристотеля и комедий Аристофана. Также публиковал работы по античному искусству.
Одновременно преподавал в средних учебных заведениях:
- в 1872—1884 — преподаватель древних языков в частной гимназии Креймана.
- в 1884—1887 — начальник второй, затем первой (с 1885) московских прогимназий
- в 1887—1897 — директор 5-й московской гимназии.

В 1897—1900, одновременно с преподаванием в университете, был директором Константиновского межевого института.
В 1900 году был представителем России по учебному делу на Парижской всемирной выставке.

## Администратор
С 14 февраля 1900 года тайный советник А. Н. Шварц был назначен попечителем Рижского учебного округа. В одном из частных писем так характеризовал свою деятельность в этот период: «Дел у меня здесь много. Приходится сражаться с немцами и с латышами».
С 30 мая 1902 года — попечитель Варшавского учебного округа. С 6 сентября 1905 года — попечитель Московского учебного округа. В условиях революционных событий его деятельность не нашла поддержки министра народного просвещения И. И. Толстого; уже через 2 месяца, с 16 ноября, он стал сенатором, с 6 декабря 1906 года — членом Государственного совета. После окончания революционных потрясений был приглашён П. А. Столыпиным в состав правительства для того, чтобы нормализовать ситуацию в учебных заведениях.
У старца Шварца 

Ключ от ларца,

А в ларце — просвещенье.

Но старец Шварец

Сел на ларец

Без всякого смущенья.

Сиденье Шварца

Твёрже кварца —

Унылая картина.

Что ж будет с ларцем

Под старцем Шварцем?

Молчу, молчу невинно…
С 1 января 1908 года — министр народного просвещения. Выступал за деполитизацию средней и высшей школы, против создания в них молодёжных организаций как революционной и либеральной, так и монархической направленности. Считал, что университетский диплом не должен давать особых прав для занятия должностей на государственной службе, так как задачей высших учебных заведений, по его мнению, должна была стать подготовка учёных, а не облегчение карьеры для выпускников. Был сторонником строгого соблюдения действовавших ограничительных законов, в том числе касавшихся возможности получения женщинами высшего образования, «процентной нормы» для лиц иудейского вероисповедания и др. В связи с этим не был популярен среди общественности, с чем соглашался и сам в частном письме:

Ужасное это министерство. И всё делается для того, чтобы поскорее и решительнее меня столкнуть. Пресса, Дума, университеты — все против. Я, однако, не унываю. Будь что будет, а кое-что я всё-таки проведу.
В апреле 1910 года, по данным тайной полиции, на Шварца готовилось покушение.
Стремление А. Н. Шварца защитить свою самостоятельность в качестве министра привели к разногласиям с П. А. Столыпиным. 25 сентября 1910 года он был уволен в отставку с производством в чин действительного тайного советника и оставлением членом Государственного совета, где входил во внепартийную группу.
В 1910 г. в связи с делом о краже в Румянцевском музее выдвинул несправедливое обвинение против его директора И. В. Цветаева, в результате которого Цветаев был уволен от должности.

## Публикации
- Речь Гиперида за Евксениппа. М., 1875.
- Фукидид. Лекции. — М.: Аппельрот, 1887.
- К вопросу об истолковании одного неизданного античного бюста из собрания гр. А. С. Уварова. — М.: тип. А. И. Мамонтова и К, 1888. — 16 с.
- О некоторых греческих расписных вазах, принадлежащих имп. Московскому университету. — М.: Тип. О. О. Гребек, 1889.
- История греческой литературы. Курс. — Лит. Тяжелова. — М., 1889. — 240 с.
- О так называемых Панафенейских скифосах. — М.: тип. Э. Лисснера и Ю. Романа, 1890. — 26 с.
- Краткое описание древнегреческих глиняных сосудов, принадлежащих имп. Московскому университету. — М.: Каб. изящ. искусств при Моск. ун-те, 1890. — 43 с.
- О государстве Афинском. Сочинение неизвестного автора V в. до Р. Х. М., 1891.
- Новые отрывки речей Гиперида. М., 1892.
- К истории древнегреческих рельефов на золотых вещах, найденных в Южной России. М.: Т-во скоропеч. А. А. Левенсон, 1892.. — М.: Т-во скоропеч. А. А. Левенсон, 1892. — 19 с.
- Заметки об орнаментации саркофага, найденного около Анапы. — М.: Университетская типография, 1893. — 24 с.
- Гермес Пракситель на монете Анхиала. М., 1893.
- XXII речь Лисия и её новое толкование // «Филологическое обозрение». 1894. Т. 6. № 1.
- Перевод и объяснения речи аттического оратора Лисия против Эратосфена. — М.: Лит. О-ва распростр. полез. кн., 1894. — 207 с.
- К вопросу о времени написания «Политики» Аристотеля // Там же. 1895. Т. 8. № 2.
- Из наблюдений над «Политикой» Аристотеля // Сборник статей в честь Ф. Е. Корша. М., 1896.
- Эврипид. «Ифигения в Тавриде». Лекции. — М.: лит. О-ва распростр. полез. кн., 1896. — 556 с.
- Моя переписка со Столыпиным. Мои воспоминания о Государе. М., 1994.
- Демосфен. Лекции орд. проф. А. Н. Шварца, чит. в 1897-98 акад. г. на 1-4 семестрах Ист.-филол. фак. Моск. ун-та. — М.: лит. О-ва распростр. полез. кн., 1897. — 442 с.
- «Ипполит». Трагедия Эврипида. Лекции. — М.: лит. О-ва распростр. полез. кн., 1898. — 333 с.

## Рукописи
- История искусств. Лекции. — 1885.
- Лисий. Лекции. — 1886.
- «Облака». Комедия Аристофана. Лекции. — М., 1886.
- Греческие государственные древности. Лекции. — М., 1889.

## Награды
- Орден Святой Анны 3-й степени (11.05.1873)
- Орден Святого Станислава 2-й степени (29.12.1882)
- Орден Святого Владимира 3-й степени (01.01.1891)
- Орден Святого Станислава 1-й степени (14.05.1896)
- Орден Святой Анны 1-й степени (01.01.1903)
- Орден Белого орла (01.01.1909)
- Орден Святого Александра Невского (01.01.1914)

Иностранные:
- Французский орден Почётного легиона, командорский крест (1901)